# Chilmark (Wiltshire)
Chilmark – wieś w Anglii, w hrabstwie Wiltshire. Leży 18 km na zachód od miasta Salisbury i 142 km na zachód od Londynu. W 2001 miejscowość liczyła 432 mieszkańców.